# Jenny Nyströmsskolan

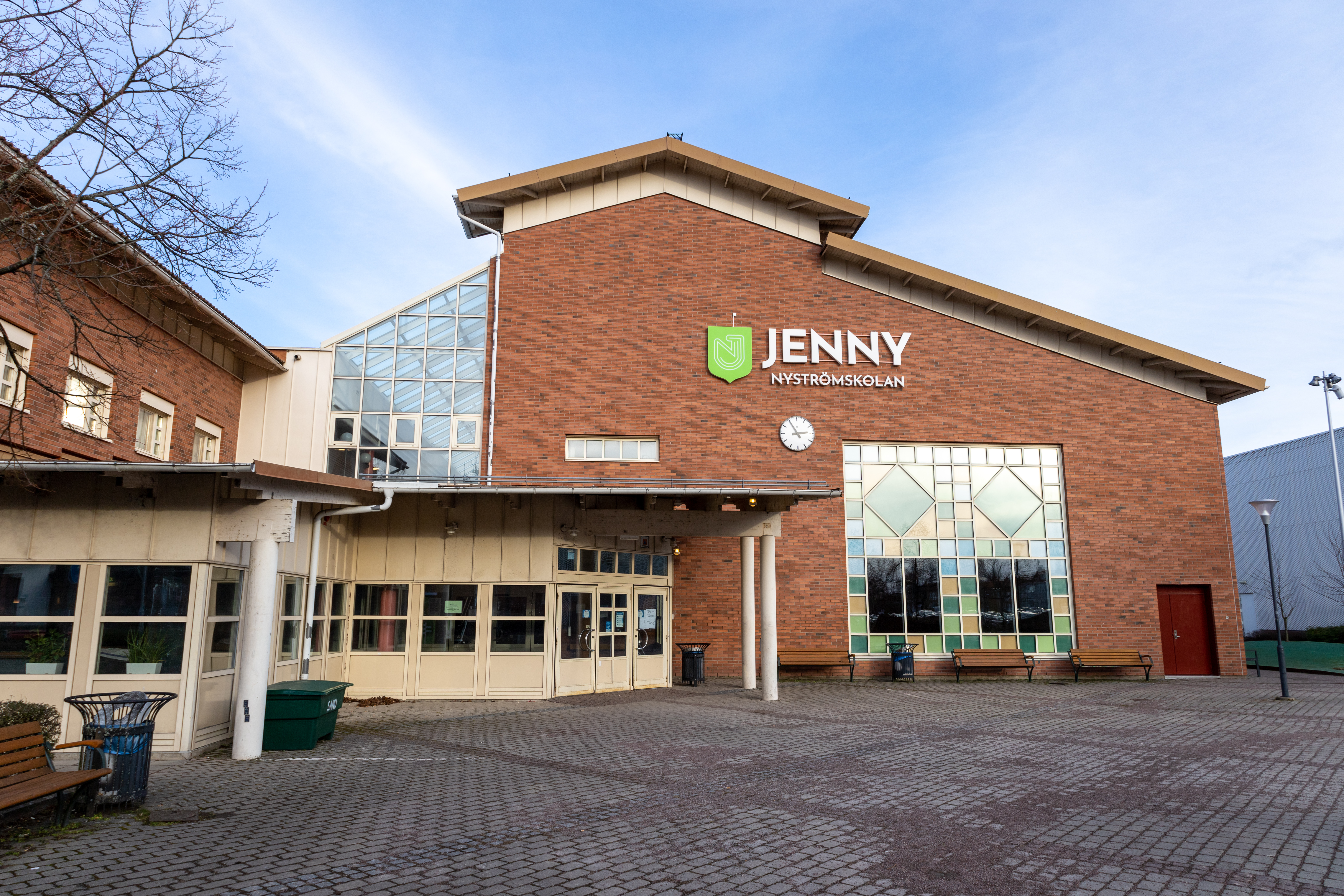
Jenny Nyströmskolan i februari 2022.

Jenny Nyströmskolan är en gymnasieskola i Kalmar med ca 900 elever och sex nationella program samt introduktionsprogrammet. Skolan är uppkallad efter konstnären Jenny Nyström och invigdes hösten 1992. Den är en av sju skolor som ingår i Kalmarsunds gymnasieförbund. Sedan hösten 2012 har skolan En-till-en, dvs. en dator per elev.

## Program
På Jenny Nyströmskolan erbjuds såväl högskoleförberedande som yrkesförberedande program.

### Högskoleförberedande program
Estetiska programmet
Inriktningar: 
- bild och formgivning
- dans
- musik
- estetik och media
- teater

Naturvetenskapsprogrammet
Inriktningar:
- Naturvetenskap
- Naturvetenskap och samhälle

### Yrkesförberedande program
Barn- och fritidsprogrammet
Inriktningar:
- Socialt arbete

- Pedagogiskt arbete
- Fritid och hälsa

Hotell- och turismprogrammet
Inriktningar:
- Hotell och konferens

Restaurang- och livsmedelsprogrammet
Inriktningar: 
- Bageri och konditori
- Kök och servering

Vård- och omsorgsprogrammet

### Övriga program
Introduktionsprogrammet

### Profiler
Skolan erbjuder också tre olika profiler, valbara inom samtliga nationella program.
- Global profil
- Idrottsprofil

## Bibliotek och studiestöd
Jenny Nyströmskolan har ett bemannat bibliotek med två bibliotekarier. Bibliotekets verksamhet består av läsfrämjande insatser och undervisning i informationssökning, källkritik och upphovsrätt. Bibliotek är beläget mitt i skolbyggnaden. Där finns över 24 000 böcker, närmare 60 olika tidskrifter och ungefär lika många studieplatser.
Skolan erbjuder ett specialiserat studiestöd i form av studiehallen. Studiehallen har öppet under och efter alla skoldagar och där kan man jobba med skoluppgifter, läxor och studera inför ett prov. Där får man hjälp med kurser man har svårt för men även med kurser som man vill satsa på ett högt betyg i. Studiehallen är alltid bemannad med resurslärare och speciallärare som har i uppgift att stötta elever som begär eller behöver extra hjälp i synnerhet med svenska, engelska och matematik men även i många andra kurser.

## Bemärkta elever
- Niklas Wykman
- Nicklas Wiberg
- Jens Karlsson & James Widegren (driver Your Majesty i New York)
- Sebastian Löjdkvist (trea i Project Runway Sverige)
- Louise Bramstedt (Årets Rookie 2012 - Svenska moderådet)